# Stenalt
 For alternative betydninger, se Stenalt (flertydig). (Se også artikler, som begynder med Stenalt)
Stenalt er
et gods beliggende i Ørsted sogn, ca 3 km. fra Ørsted by, Norddjurs Kommune. Godset har et jordtilliggende på ca. 470 hektar ager, der har været i økologisk drift siden 1998. 
Stenalt Gods er på 750 hektar.

## Ejere af Stenalt
- (1370-1375) Bo Leigel
- (1375-1390) Jens Mus
- (1390-1400) Laurids Jensen Mus / Strange Jensen Mus
- (1400-1436) Laurids Jensen Mus
- (1436-1460) Anne Lauridsdatter Mus gift Bjørn
- (1460-1490) Anders Jacobsen Bjørn
- (1490-1520) Bjørn Andersen Bjørn
- (1520-1525) Henrik Bjørnsen Bjørn / Anders Bjørnsen Bjørn
- (1525-1545) Anders Bjørnsen Bjørn
- (1545-1550) Anne Gjordsdatter Drefeld gift Bjørn
- (1550-1583) Bjørn Andersen Bjørn
- (1583-1596) Jacob Bjørnsen Bjørn
- (1596-1618) Anne Eriksdatter Krabbe gift Bjørn
- (1618-1621) Enevold Kruse
- (1621-1632) Else Marsvin gift Kruse
- (1632-1649) Tyge Tygesen Kruse
- (1649) Karen Sehested gift Kruse
- (1649-1666) Jørgen Seefeld
- (1666-1700) Christen Jørgensen Seefeld
- (1700-1713) Mogens Christensen Seefeld
- (1713-1751) Axel Bille
- (1751-1777) Knud Axelsen Bille
- (1777-1787) Frederik Christian Schack
- (1787-1810) Preben Brahe Schack
- (1810-1812) Bern Holm
- (1812-1815) Frederik Sophus Raben
- (1815-1823) H.J. Hansen
- (1823-1824) Frantz Christopher von Bülow
- (1824) Jens Laasby Rottbøll
- (1824-1825) Jens Laasby Rottbølls dødsbo
- (1825-1842) Malthe Bruun Nyegaard
- (1842-1847) Peter Christian Bruun
- (1847-1906) Rudolph Bruun
- (1906-1910) Christiane Mette komtesse Scheel gift Bruun
- (1910-1934) Jørgen Christian Julius Vilhelm Bruun
- (1934-1937) Carl Boswell Christopher greve Scheel
- (1937-1939) Kresten Frederik Adam lensgreve Scheel
- (1939-1940) Statens Jordlovsudvalg
- (1940-1956) Erik Blach
- (1956-1975) Axel Bie-Nielsen
- (1975-1991) Ellen Egeskov
- (1991-) Arne Fremmich / Dorte Mette Jensen